# Slava Klavora
Slava Klavora, slovenska narodna herojinja, * 11. maj 1921, Maribor, † 24. avgust 1941, Maribor.
Slava Klavora se je po končani trgovski akademiji v Mariboru jeseni 1939 vpisala na visoko ekonomsko-komercialno šolo v Zagrebu. Že pred vojno se je včlanila v Komunistično partijo Jugoslavije. Po izbruhu druge svetovne vojne se je vrnila v Maribor, kjer je dobila nalogo organiziranja študentskih delovnih narodnoobrambnih taborov ob severni meji. 
Leta 1939 sta v ciklostiranem glasilu Naša beseda med sedmimi avtorji aktivisti, ki so se podpisali kot "krog mladih", izšli njeni dve pesmi, podpisani s psevdonimom Mladovana.
Po okupaciji Jugoslavije je začela delovati kot sekretarka ZKMJ za mariborsko okrožje. Na Štajerskem je po 21. juniju 1941 začela z organizacijo narodnoosvobodilnih partizanskih enot. Avgusta 1941 jo je aretiral Gestapo in jo zaprl najprej v Mariboru, nato pa so jo poslali v zapor v avstrijski Gradec. Po dolgem mučenju so Slavo Klavoro ustrelili na dvorišču mariborskih sodnih zaporov. Posmrtno je bila odlikovana z vojaškim odlikovanjem Red narodnega heroja Jugoslavije.
Po njej se danes imenujejo ulica v Mariboru, Osnovna šola Slave Klavore na Teznem in nekdaj krajevna skupnost z istim imenom. 
Njen brat je bil Miha Klavora (1905–1941), kapetan 1. razreda in pilot JKVL, ki je padel pri obrambi Beograda 7. aprila.